# 栗島健太
栗島 健太（くりしま けんた、1997年4月19日 - ）は、千葉県出身のプロサッカー選手。ポジションはミッドフィールダー（MF)。

## 来歴
柏イーグルスと流通経済大学付属柏高等学校を経て、早稲田大学 へ進学し社会科学部に在籍。同級生に武田太一、大桃海斗、金田拓海らがいる。3年次には背番号8番を背負い、第92回JR東日本カップ関東大学サッカーリーグ戦1部の優勝メンバーの一員となった。
2020年の卒業後はシンガポールへ渡り、シンガポールプレミアリーグのアルビレックス新潟シンガポールへ加入。
2021年2月、いわてグルージャ盛岡に完全移籍 したが、この年限りで退団。同年12月9日には、フクダ電子アリーナで行われたJリーグ合同トライアウトに出場した。
2022年、東京武蔵野ユナイテッドFCに移籍。
2023年、東京ユナイテッドFCに移籍。

## 所属クラブ
- 柏イーグルス
- 流通経済大学付属柏高等学校
- 早稲田大学
- 2020年  アルビレックス新潟シンガポール
- 2021年  いわてグルージャ盛岡
- 2022年  東京武蔵野ユナイテッドFC
- 2023年 -  東京ユナイテッドFC

## 個人成績
| 国内大会個人成績 | 国内大会個人成績 | 国内大会個人成績 | 国内大会個人成績 | 国内大会個人成績 | 国内大会個人成績 | 国内大会個人成績 | 国内大会個人成績 | 国内大会個人成績 | 国内大会個人成績 | 国内大会個人成績 | 国内大会個人成績 |
| 年度             | クラブ           | 背番号           | リーグ           | リーグ戦         | リーグ戦         | リーグ杯         | リーグ杯         | オープン杯       | オープン杯       | 期間通算         | 期間通算         |
| 年度             | クラブ           | 背番号           | リーグ           | 出場             | 得点             | 出場             | 得点             | 出場             | 得点             | 出場             | 得点             |
| シンガポール     | シンガポール     | シンガポール     | シンガポール     | リーグ戦         | リーグ戦         | リーグ杯         | リーグ杯         | シンガポール杯   | シンガポール杯   | 期間通算         | 期間通算         |
| ---------------- | ---------------- | ---------------- | ---------------- | ---------------- | ---------------- | ---------------- | ---------------- | ---------------- | ---------------- | ---------------- | ---------------- |
| 2020             | 新潟S            | 7                | Sリーグ          | 14               | 1                | -                | -                | -                | -                | 14               | 1                |
| 日本             | 日本             | 日本             | 日本             | リーグ戦         | リーグ戦         | リーグ杯         | リーグ杯         | 天皇杯           | 天皇杯           | 期間通算         | 期間通算         |
| 2021             | 岩手             | 43               | J3               | 8                | 0                | -                | -                | 1                | 1                | 9                | 1                |
| 2022             | 武蔵野           | 10               | JFL              | 28               | 0                | -                | -                | -                | -                | 28               | 0                |
| 2023             | 東京U            | 8                | 関東1部          |                  |                  | -                | -                |                  |                  |                  |                  |
| 通算             | シンガポール     | シンガポール     | Sリーグ          | 14               | 1                | -                | -                | -                | -                | 14               | 1                |
| 通算             | 日本             | 日本             | J3               | 8                | 0                | -                | -                | 1                | 1                | 9                | 1                |
| 通算             | 日本             | 日本             | JFL              | 28               | 0                | -                | -                | -                | -                | 28               | 0                |
| 通算             | 日本             | 日本             | 関東1部          |                  |                  | -                | -                |                  |                  |                  |                  |
| 総通算           | 総通算           | 総通算           | 総通算           | 50               | 1                | -                | -                | 1                | 1                | 51               | 2                |